# Anelosimus pulchellus
Anelosimus pulchellus är en spindelart som först beskrevs av Charles Athanase Walckenaer 1802.  Anelosimus pulchellus ingår i släktet Anelosimus och familjen klotspindlar. Inga underarter finns listade i Catalogue of Life.